# 미국 유럽 사령부
미국 유럽 사령부(United States European Command, USEUCOM)는 독일 슈투트가르트에 본부를 두고 있는 미국군의 통합전투사령부으로, 유럽, 러시아, 그린란드, 이스라엘을 포함한 51개 국가와 약 2,100만 평방 마일의 지역을 담당하고 있다. 유럽 사령부의 사령관은 유럽 연합군 최고사령부의 사령관 직책을 겸임한다.

## 역사

### 사령부의 설립 과정
통합사령부계획의 초안은 1946년 12월 14일에 미국의 대통령 해리 S. 트루먼이 승인하였으나, 당시 유럽 전구의 모든 미군을 통솔하던 드와이드 D. 아이젠하워 장군이 유럽  연합군 최고사령부(이하 SHAPE)의 사령관까지 겸직하는 것을 꺼려하였던게 부분적인 이유가 되어 미뤄졌다. 유럽을 제외한 극동사령부, 태평양 사령부가 먼저 1947년 7월 1일에 설립되었다.
1952년 5월 23일, 합동참모총장은 드와이드 D. 아이젠하워가 제출한 부사령관에게 지휘권을 위임하는 유럽 사령부의 컨셉을 승인하였다. 5월 30일에 미국 본토로 귀국한 그의 후임으로 유럽 연합군 최고사령관에 취임한 매슈 리지웨이 대장은 유럽 총사령관 직책을 겸임할 것을 받아들인다고 선언하였다.
유럽 사령부는 일반명령 제1호가 1952년 8월 1일에 설립되었다. 일반명령 제2호로 기존에 있던 각 군종의 유럽 사령부인 육군의 유럽 사령부, 미국 유럽 공군, 미국 동대서양-지중해 해군부대의 본부를 병합하였다. 프랑크푸르트암마인의 파르벤 이익공동체 빌딩에 임시로 본부를 개설하고, 영구적으로 쓸 본부의 터를 찾기 시작하였다.

### 초기

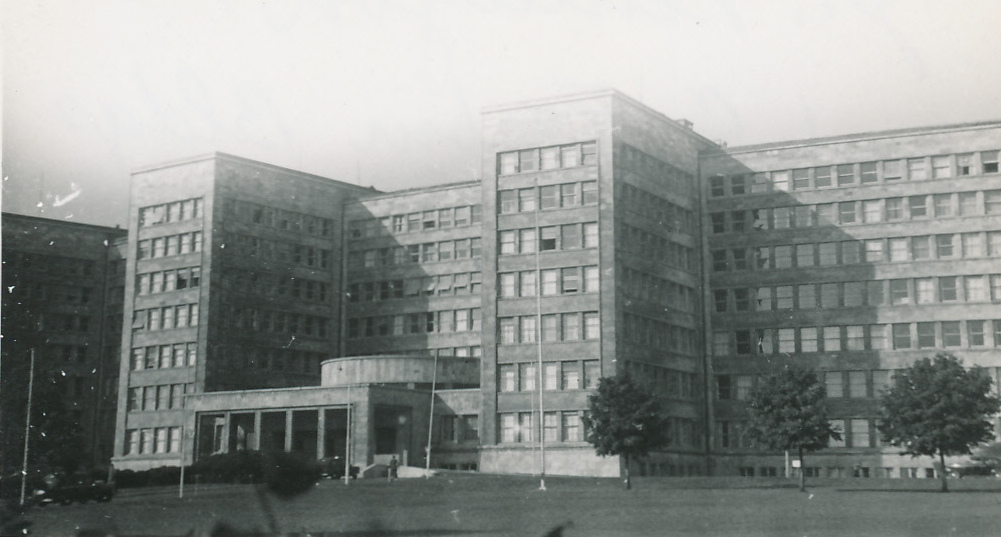
EUCOM 본부로 쓰인 파르벤 이익공동체 빌딩, 1952년 촬영

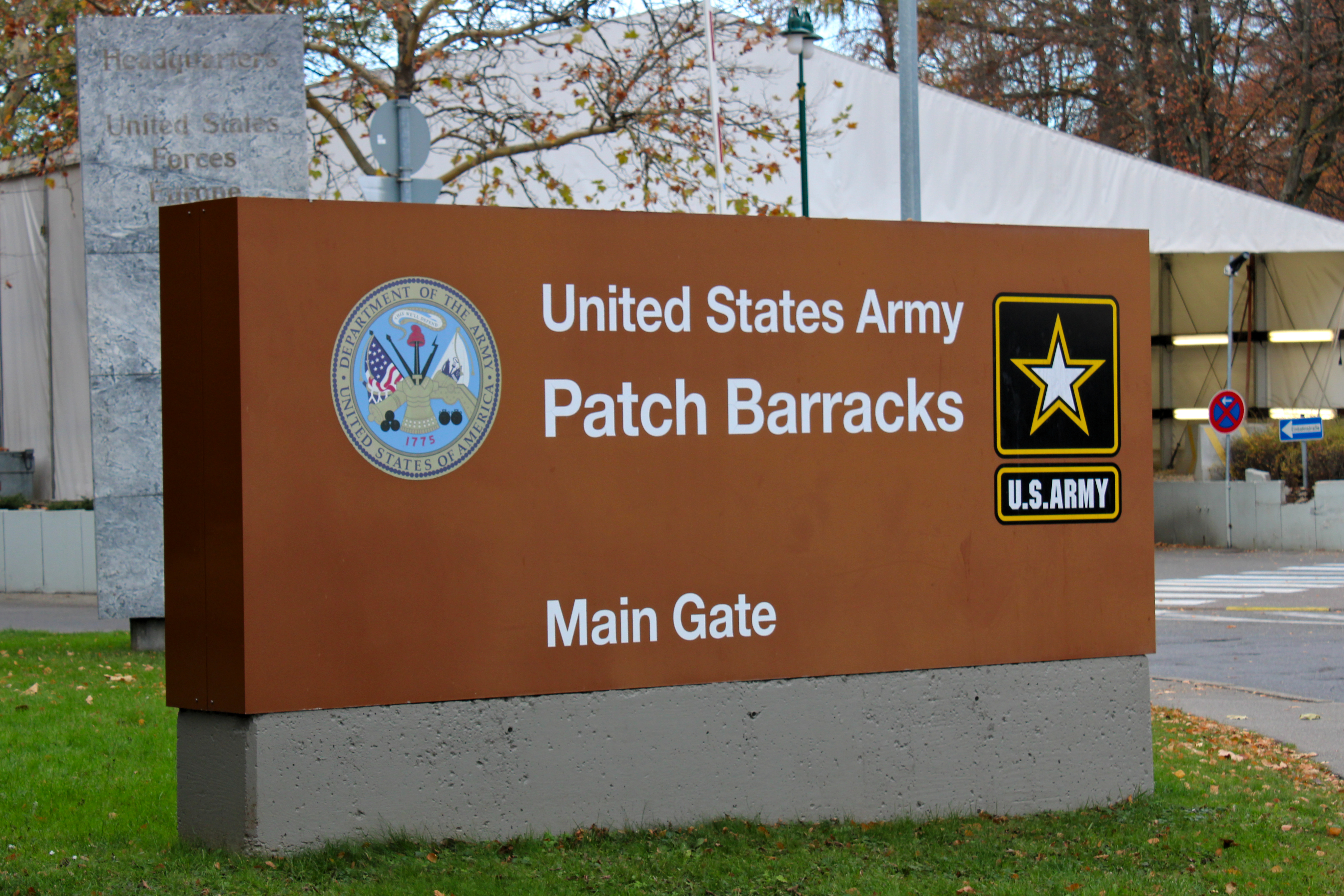
미국 육군의 패치 막사, 2018년 11월 23일 촬영됨.

사령부는 파르벤 이익공동체 빌딩에 2년동안 본부를 임시로 차린 뒤, 프랑스 외곽에 있던 SHAPE의 근처 Camp-de-Loges로 이사하였다. 
1966년 제2차 세계 대전부터 연합국의 프랑스에 대한 취급에 불만이 있었던 프랑스의 대통령 샤를 드골은 북대서양 조약 기구(이하 NATO)와의 군사 정책을 거부하고 자국 내의 모든 외국군에 대해 1967년 7월까지 추방령을 내렸다. 미국군와 NATO 조직의 주변국가로의 대규모 탈출이 일어났다. 유럽 사령부는 1967년 3월 15일, 제7군이 찾아낸 슈투트가르트 바이힌겐의 패치 막사으로 옮겨갔다.

### 21세기
2008년 11월 부로 미국 아프리카 해병대는 미국 유럽 해병대와 병합하여 미국 유럽/아프리카 해병대(MARFOREUR/AF)로 개명되었다. 기존의 미국 유럽 해병대 사령관이 그대로 직책을 이어간다.

## 편성

미국 유럽 육군 (USAREUR) 루시우스 D. 클레이 막사
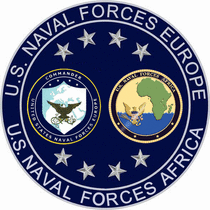
미국 유럽-아프리카 해군 (USNAVEUR-NAVAF) 나폴리 해군지원시설
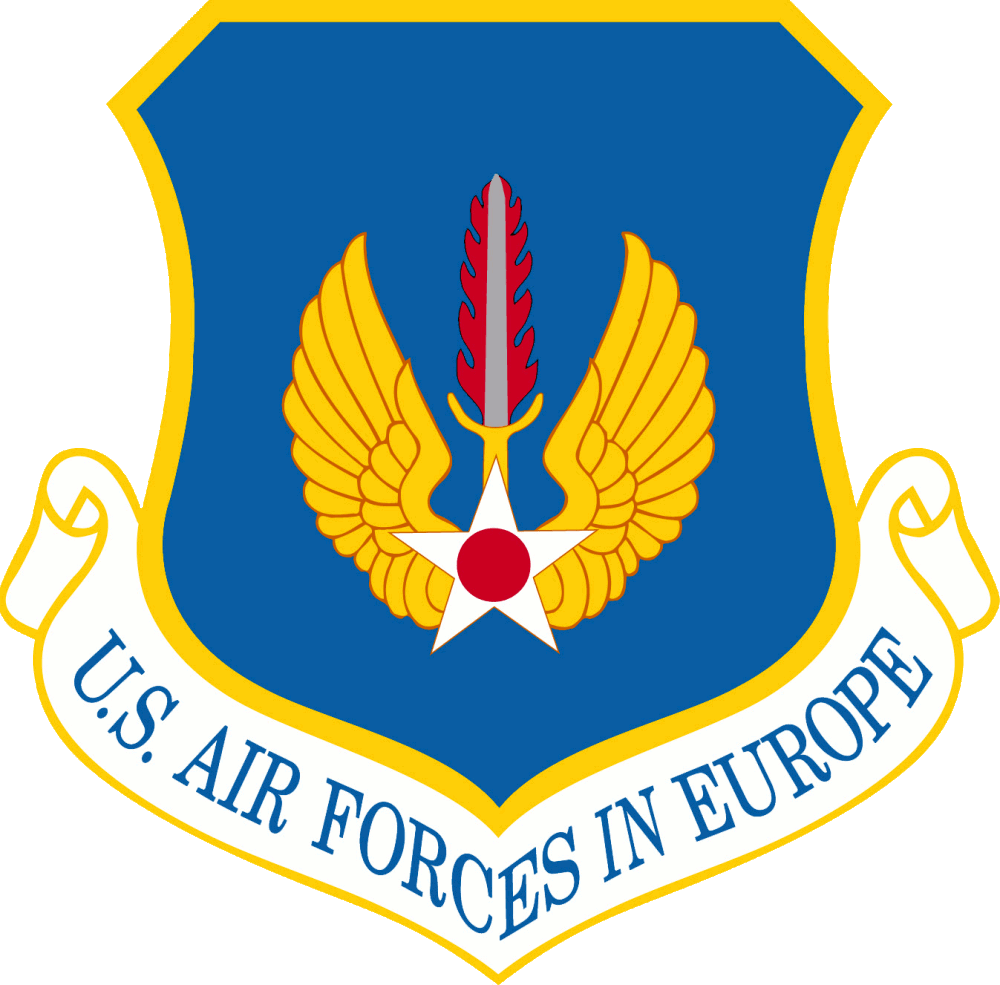
미국 유럽-아프리카 공군 (USAFE-AFAFRICA) 람슈타인 공군 기지
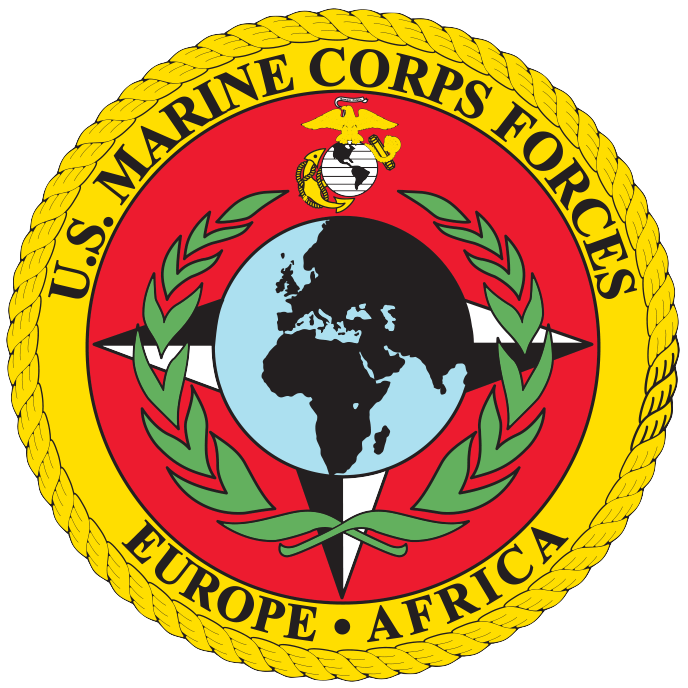
미국 유럽-아프리카 해병대 (MARFOREUR/AF) 팬처 막사
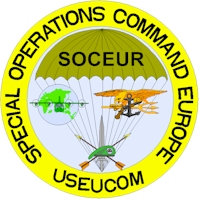
유럽 특수작전사령부 (SOCEUR) 패치 막사

- 조지 C. 마셜 유럽안보연구소 - 독일, 가르미슈
- NATO 학교 - 독일, Oberammergau
- 유럽 합동첩보작전분석원 - 영국, 헌팅던셔, RAF 몰스워스

## 역대 지휘관
예전에는 이 직책의 이름은 "미국 유럽 사령부, 총사령관"(USCINCEUR)"이었지만, 국방부 장관 도널드 럼즈펠드가 총사령관 명칭을 미국의 대통령의 고유한 명칭으로 지정하는 2002년 10월 24일자 명령에 따라, 모든 미국군 CINC는 사령관("Commander)"으로 개칭되고, "CINC" 머릿문자 또한 잊혀졌다.
| #  | 사진 | 군종        | 성명                                                | 취임일           | 이임일            |
| -- | ---- | ----------- | --------------------------------------------------- | ---------------- | ----------------- |
| 1  |      | 미국 육군   | 대장 매슈 리지웨이 Matthew B. Ridgway               | 1952년 5월 30일  | 1953년 7월 11일   |
| 2  |      | 미국 육군   | 대장 알프레드 군터 Alfred W. Gruenther              | 1953년 7월 1일   | 1956년 11월 20일  |
| 3  |      | 미국 공군   | 대장 라우리스 노르스타드 Lauris Norstad             | 1956년 11월 20일 | 1963년 1월 1일    |
| 4  |      | 미국 육군   | 대장 레이먼 렘니처 Lyman L. Lemnitzer               | 1963년 1월 1일   | 1969년 7월 1일    |
| 5  |      | 미국 육군   | 대장 앤드류 굿파스터 Andrew Goodpaster              | 1969년 7월1일    | 1974년 12월 15일  |
| 6  |      | 미국 육군   | 대장 알렉산더 M. 해이그, Jr. Alexander M. Haig, Jr. | 1974년 12월 15일 | 1979년 7월 1일    |
| 7  |      | 미국 육군   | 대장 버나드 W. 로저스 Bernard W. Rogers             | 1979년 7월 1일   | 1987년 6월 26일   |
| 8  |      | 미국 육군   | 대장 존 갤빈 John Galvin                            | 1987년 6월 26일  | 1992년 6월 23일일 |
| 9  |      | 미국 육군   | 대장 존 샤리카쉬빌리 John Shalikashvili             | 1992년 6월 23일  | 1993년 10월 22일  |
| 10 |      | 미국 육군   | 대장 조지 졸완 George Joulwan                       | 1993년 10월 22일 | 1997년 7월 11일   |
| 11 |      | 미국 육군   | 대장 웨슬리 클라크 Wesley Clark                     | 1997년 7월 11일  | 2000년 5월 3일    |
| 12 |      | 미국 공군   | 대장 조지프 란스턴 Joseph Ralston                   | 2000년 5월 3일   | 2003년 1월 17일   |
| 13 |      | 미국 해병대 | 대장 제임스 L. 존스 James L. Jones                  | 2003년 1월 17일  | 2006년 12월 7일   |
| 14 |      | 미국 육군   | 대장 밴츠 J. 크래독 Bantz J. Craddock               | 2006년 12월 7일  | 2009년 6월 30일   |
| 15 |      | 미국 해군   | 제독 제임스 G. 스타브리디스 James G. Stavridis      | 2009년 6월 30일  | 2013년 5월 10일   |
| 16 |      | 미국 공군   | 대장 필립 M. 브리들러브 Philip M. Breedlove         | 2013년 5월 10일  | 2016년 5월 3일    |
| 17 |      | 미국 육군   | 대장 커티스 M. 스캐퍼로티 Curties M. Scaparrotti    | 2016년 5월 3일   | 2019년 5월 2일    |
| 18 |      | 미국 공군   | 대장 토드 D. 월터스 Tod D. Wolters                  | 2019년 5월 2일   | 임기중            |

## 같이 보기
- 주유 미군의 시설 목록

## 참고

### 인용
1. ↑  “1966-1967: SHAPE Finds a New Home” (영어). Media Section, Public Affairs Office, Supreme Headquarters Allied Powers Europe. 2019년 6월 6일에 확인함.
2. ↑  “'CINC' Is Sunk” (영어). 미국 국방부. American Forces Press Service. 2002년 10월 25일. 2020년 8월 7일에 원본 문서에서 보존된 문서. 2011년 11월 4일에 확인함. The term 'CINC' is sunk. Defense Secretary Donald Rumsfeld put out a memo Oct. 24 to DoD leaders saying there is only one commander in chief in America — the president.
3. ↑  “U.S. European Command holds Change of Command” (영어). Media Operations Division. 2019년 5월 2일. 2019년 5월 3일에 원본 문서에서 보존된 문서. 2019년 6월 6일에 확인함.

### 자료
- “History” (영어). Media Operations Division. 2019년 6월 6일에 확인함.